# Information Lifecycle Management
L'Information Lifecycle Management (ILM) comprende le politiche, i processi, le pratiche e gli strumenti utilizzati per allineare il valore economico di una informazione con la più appropriata e conveniente infrastruttura di Information and Communications Technology dal momento in cui l'informazione è concepita fino alla sua finale disposizione.
La definizione è fornita dalla SNIA (Storage Networking Industry Association)